# Edna Ferber

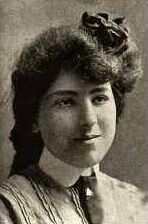
Edna Ferber, ca. 1904

Edna Ferber (* 15. August 1885 in Kalamazoo, Michigan; † 16. April 1968 in New York City) war eine US-amerikanische Schriftstellerin ungarischer Herkunft. Sie schrieb zahlreiche erfolgreiche Romane, Erzählungen und Theaterstücke, im Jahr 1925 gewann sie für ihren Roman So Big den Pulitzer-Preis. Viele ihrer Werke wurden erfolgreich in Filme (beispielsweise Giganten) und Musicals (Show Boat) adaptiert.

## Leben
Ferber stammte aus einem gebildeten Elternhaus. Ihr Vater war Jacob Charles Ferber, ein eingewanderter Ungar jüdischen Glaubens, und ihre Mutter Julia Neuman, eine Amerikanerin. Sie hatte außerdem eine ältere Schwester namens Fanny. Ihre Familie befand sich zeitweilig in finanziell schwierigen Umständen, was zu mehreren Umzügen führte, bis die Familie sich schließlich 1897 in Appleton (Wisconsin) niederließ. Während dieser Zeit sah sich Ferber teilweise antisemitischen Anfeindungen ausgesetzt, dennoch verbrachte sie insgesamt eine relativ glückliche Kindheit. Sie besuchte die Highschool in Appleton, schrieb dort für die Schulzeitung und beteiligte sich an diversen Wettbewerben. Sie schloss die Highschool 1902 ab und besaß ein Stipendium der Northwestern University. Finanzielle Schwierigkeiten und die Erblindung ihres Vaters zwangen Ferber jedoch, ihre Studienpläne aufzugeben und stattdessen als Journalistin zu arbeiten. Nachdem sie einige Jahre für den Appleton Daily Crescent und das Milwaukee Journal gearbeitet hatte, erlitt sie einen Zusammenbruch, der ihre Karriere als Journalistin beendete. Ferber kehrte zurück ins Elternhaus und zog 1909 nach dem Tode ihres Vaters mit ihrer Familie nach Chicago. Dort begann sie, Kurzgeschichten für Magazine und Zeitschriften zu schreiben, und entwarf die Figur der Emma McChesney, deren Popularität ihr dann zum Durchbruch als Schriftstellerin verhalf.
Später gehörte sie dem literarischen Zirkel Algonquin Round Table in New York an, wo sie unter anderem mit Dorothy Parker, Franklin Pierce Adams und George S. Kaufman zusammenkam. Mit ihrem Kollegen Alexander Woollcott verband sie eine lebenslange Feindschaft.
In ihren populären Romanen, Erzählungen und Bühnenwerken beschreibt Ferber das Alltagsleben in den USA von der Gründerzeit bis zu ihrer Gegenwart. In einer Mischung realistischer und sentimentaler Elemente reflektieren ihre Werke die Geschichte verschiedener Regionen der USA. Häufig stehen dabei starke und kämpferische Frauen im Mittelpunkt ihres Werkes. Auch Themen wie Rassismus oder die Emanzipation der Frau werden behandelt. 1925 wurde ihr für den Roman So Big (dt. Eine Frau allein) der Pulitzer-Preis verliehen. Der Roman wurde erstmals 1924 als Ihr Junge mit Colleen Moore verfilmt. Weitere Adaptionen folgten 1932 als So Big mit Barbara Stanwyck und 1953 als Ein Herz aus Gold mit Jane Wyman in der Hauptrolle einer Farmersfrau, die durch den Handel mit Gemüse zu Wohlstand kommt und sich für ihren Sohn ein besseres Leben erhofft.
Zahlreiche Romane Ferbers sind erfolgreich verfilmt worden, unter anderem Nimm, was du kriegen kannst, 1936 von Howard Hawks und William Wyler mit Edward Arnold und Joel McCrea; Giganten, 1955 von George Stevens mit James Dean, Rock Hudson und Elizabeth Taylor; sowie Cimarron, erstmals 1931 (dt. Pioniere des wilden Westens) von Wesley Ruggles mit Richard Dix und Irene Dunne und danach 1960 von Anthony Mann mit Maria Schell und Glenn Ford.
Zu ihren bekanntesten Werken gehören die Bühnenstücke Show Boat (dt. Das Komödiantenschiff), das insgesamt dreimal verfilmt wurde, und Dinner at Eight.
Am 16. April 1968 starb Edna Ferber in New York an Magenkrebs.

## Ehrungen
- 1925 Pulitzer-Preis für den Roman So big.
- 1930 Mitglied der American Academy of Arts and Letters[5]

## Werke (Auswahl)

### Autobiographien
- A Peculiar Treasure. Doubleday, Doran, New York 1960 (EA New York 1939)
- A Kind of Magic. An autobiography. Vintage Books, New York 2014 (EA New York 1963).

### Anthologien
- Buttered Side Down. Doubleday Doran, New York 1941 (Nachdr. d. Ausg. New York 1912)
- Emma McChesney Zyklus
  - Roast Beef, Medium. The business adventures of Emma McChesney. Stokes, New York 1913.
  - Personality Plus. Some experiences of Emma McChesney and her son, Jock. Doubleday Doran, New York 1941 (Nachdr. d. Ausg. New York 1914).
  - Emma McChesney and Co. Garden City, N.Y. 1944 (Nachdr. d. Ausg. New York 1915)
- Fanny Herself. University Press, Urbana, Ill. 2001, ISBN 0-252-02689-6 (EA New York 1917; illustriert von J. Henry)
- Cheerful By Request. Doubleday, Page, Garden City, N.Y. 1918.
- Half Portions. Books for Libraries, Freeport, N.Y. 1970, ISBN 0-386-93672-8. (Nachdr. d. Ausg. Garden City, N.Y. 1919)
- They Brought Their Women. A book of short stories. Books for Libraries, Plainview, N.Y. 1971 (Nachdr. d. Ausg. Garden City 1933).
- No Room at the Inn. Doubleday Doran, New York 1941.
- Your Town. Stories. World Publ., Cleveland, Ohio 1948.
- Mother knows best and other stories. Heinemann, London 1927.
- One basket. 31 short stories. Peoples Book Press, Chicago 1947.

### Erzählungen
- Old Man Minick. In: Rose M. Somerville (Hrsg.): Intimate relationship, marriage, family, and lifestyles through literature. Prentice-Halle, Englewood Cliffs, N.J. 1975.
- An Iowa Childhood. In: John T. Flanagan (Hrsg.): American is West. An anthology of Middlewestern life and literature. University Press, Minneapolis, Minn. 1945.
- Gay old dog. In: This is Chicago. An anthology. Holt, New York 1952.
- From Fanny herself. In: Jules Chametzky (Hrsg.): Jewish American Literature. A Norton anthology. Norton Books, New York 2001.
- Girl who went right. In: Joyce Antler (Hrsg.): American and I. Short stories by American Jewish women writers. Beacon Press, Boston, Mass. 1990.

### Romane
- Dawn O'Hara. The girl who laughed. 8. Auflage. Grosset & Dunlap, New York 1911.
  - deutsche Übersetzung: Lachen unter Tränen. Roman. Engelhorn, Stuttgart 1916.
- The Girls. World Publ., Cleveland 1948 (Nachdr. d. Ausg. Garden City, N.Y. 1921)
  - deutsche Übersetzung: Die Mädchen. Roman. Verlag Enoch, Hamburg 1928.
- Gigolo. Books for Libraries, Freeport, N.Y. 1971 (EA Garden City 1922).
- So Big. University Press, Urbana, Ill. 1995, ISBN 0-252-06376-7 (Nachdr. d. Ausg. New York 1924)
  - deutsche Übersetzung: Eine Frau allein. Büchergilde Gutenberg, Frankfurt/M. 1964 (früherer Titel: So groß)
- Show Boat. Doubleday, New York 1953 (Nachdr. d. Ausg. New York 1926).
  - deutsche Übersetzung: Show Boat. Roman. Goldmann, München 1979 (früherer Titel: Das Komödiantenschiff).
- Cimarron. Fawcett Books, Greenwich, Conn. 1971 (Nachdr. d. Ausg. New York 1930)
  - deutsche Übersetzung: Cimarron. Roman. Goldmann, München 1981 (Nachdr. d. Ausg. München 1930).
- American Beauty. Avon Books, New York 1960 (Nachdr. d. Ausg. New York 1931),
  - deutsche Übersetzung: Das Haus der Väter. Roman (Welt im Buch). Desch, München 1957 (früherer Titel: Amerikanische Schönheit).
- Come and Get It. World Publ., Cleveland 1948 (Nachdr. d. Ausg. Garden City 1935)
- Nobody's in Town. Two short novels. Doubleday Doran, New York 1938.[6]
- Saratoga Trunk. Neuaufl. Penguin, New York 1947.
  - deutsche Übersetzung: Saratoga. Roman. 2. Auflage. Goldmann, München  1987, ISBN 3-442-06328-0 (Nachdr. d. Ausg. Zürich 1950).
- Great Son. Fawcett Crest, New York 1974, ISBN 0-449-22956-4 (EA Garden City 1945)
  - deutsche Übersetzung: Die großen Söhne. Bastei Lübbe, Bergisch Gladbach 1990, ISBN 3-404-11562-7 (Nachdr. d. Ausg. Nürnberg 1950).
- Giant. Coronet Books, London 1971 (Nachdr. d. Ausg. New York 1952),
  - deutsche Übersetzung: Giganten. Rütten & Loening, Berlin 2005, ISBN 3-352-00723-3. (EA Zürich 1954)
- Ice Palace. Fawcett World Library, New York 1971. (Nachdr. d. Ausg. Garden City 1958)
  - deutsche Übersetzung: Der weiße Palast. Ein Roman aus Alaska. (Welt im Buch). Desch, München 1958.

### Theaterstücke und Drehbücher
- The land s bright. A play in three acts. Doubleday Doran, New York 1941.
- Dinner at Eight. 1932 (zusammen mit George S. Kaufman)
  - deutsche Übersetzung: Um 8 Uhr wird gegessen. Ein Stück. Bloch Theaterverlag, Berlin 1933.
- Our Mrs. McChesney. 1915 (zusammen mit George V. Hobart)
- Minick. A Play. 1924 (zusammen mit George S. Kaufman)
- Stage Door. 1926 (zusammen mit George S. Kaufman)
- The Royal Family. 1927 (zusammen mit George S. Kaufman)
- Saratoga Trunk. 1945 (zusammen mit Casey Robinson)
- Bravo. 1949 (zusammen mit George S. Kaufman)

## Adaptionen

### Musicals
- Show Boat (1927) – Musik: Jerome Kern, Buch und Liedtexte: Oscar Hammerstein II
- Saratoga (1959) – Musik: Harold Arlen, Liedtexte: Johnny Mercer
- Giant (2009) – Musik und Liedtexte: Michael John LaChiusa

### Filme
- Charles Brabin (Regie): Ihr Junge (So Big). 1924.
  - William A. Wellman (Regie): So Big. 1932.
  - Robert Wise (Regie): Ein Herz aus Gold (So Big). 1953.
- George Cukor (Regie): The Royal Family of Broadway. 1930.
  - The Royal Family of Broadway. 1939.
  - Paul Nickell (Regie): The Royal Family of Broadway. 1954.
  - Kirk Browning (Regie): The Royal Family of Broadway. 1977.
- Wesley Ruggles (Regie): Pioniere des wilden Westens (Cimarron). 1931.
  - Anthony Mann (Regie): Cimarron (Cimarron). 1960.
- George Cukor (Regie): Dinner um acht (Dinner at Eight). 1933.
  - Fletcher Markle (Regie): Dinner at Eight. 1955.
  - Ron Lagomarsino (Hrsg.): Dinner at Eight. 1989.
- James Whale (Regie): Show Boat. 1936.
  - George Sidney (Regie): Mississippi-Melodie (Show Boat). 1951.
  - Kirk Browning (Regie): Show Boat. 1989.
- Gregory La Cava (Regie): Bühneneingang (Stage Door). 1937.
  - Sidney Lumet (Regie): Stage Door. 1955.
- Howard Hawks (Regie): Nimm, was du kriegen kannst (Come and Get It). 1936.
- Sam Wood (Regie): Spiel mit dem Schicksal (Saratoga Trunk). 1945.
- Vincent Sherman (Regie):  Titanen (Ice Palace). 1959.
- George Stevens (Regie): Giganten (Giants). 1955.